# Спарма, Джо
Джозеф Блейз Спарма (англ. Joseph Blase Sparma; 4 февраля 1942, Массиллон, Огайо — 14 мая 1986, Колумбус, там же) — американский бейсболист, питчер. Выступал в Главной лиге бейсбола с 1964 по 1970 год. Большую часть карьеры провёл в составе клуба «Детройт Тайгерс». Победитель Мировой серии 1968 года.

## Биография
Джо Спарма родился 4 февраля 1942 года в Массиллоне в Огайо. В бейсбол он начал играть подростком, принимал участие в турнирах Любительского бейсбольного конгресса штата. Во время учёбы в старшей школе он был питчером бейсбольной команды и квотербеком футбольной. Интерес к нему проявляли скауты клуба «Детройт Тайгерс», но Спарма предпочёл продолжить учёбу в университете штата Огайо. В 1961 и 1962 годах он становился лидером футбольной команды «Бакайс» по набранным пасовым ярдам, в 1962 и 1963 годах входил в стартовую ротацию бейсбольной. В мае 1963 года Спарма сыграл ноу-хиттер против принципиальных соперников из Мичиганского университета. Студенческую карьеру он завершил рекордсменом университета по количеству сделанных страйкаутов.
В 1963 году Спарма покинул университет и в статусе свободного агента подписал контракт с «Детройтом». Профессиональную карьеру он начал в команде AA-лиги «Ноксвилл Смокиз», затем играл за «Дулут-Супириор Дюкс», выиграв с ними чемпионат Северной лиги. В межсезонье он выступал во Флоридской лиге для новичков, и главный тренер «Тайгерс» Чарли Дрессен высоко оценил фастбол и кервбол Спармы. Сезон 1964 года он начал в «Ноксвилле», но уже в мае был переведён в основной состав «Детройта» и дебютировал в Главной лиге бейсбола. После нескольких побед в начале чемпионата, в его игре начался спад. Сезон Спарма завершил с пятью победами и шестью поражениями при показателе пропускаемости 3,00.
После проведённой в Пуэрто-риканской лиге зимы, в 1965 году Спарма стал одним из лучших питчеров «Детройта». В 30 сыгранных матчах он одержал 13 побед с ERA 3,18. Особенно заметным был прогресс в контроле подачи: за 167 проведённых на поле иннингов он сделал 127 страйкаутов при 75 уоках. В 1966 году ситуация изменилась в худшую сторону. Весной во время сборов Спарма травмировал палец дверью автомобиля. Восстановившись, он сыграл в 29 матчах регулярного чемпионата, но только в 13 выходил в стартовом составе. Показатель пропускаемости Спармы вырос до 5,30, он одержал только две победы при семи поражениях. Возглавлявший команду в том году Боб Свифт говорил: «Он выглядит так, словно никогда в жизни не бросал бейсбольный мяч».
Перед началом сезона 1967 года по предложению нового тренера питчеров команды Джонни Сейна Спарма добавил в свой арсенал слайдер. Он также изменил механику выполнения броска и начал выполнять подачи быстрее, тогда как ранее за ним закрепилась репутация одного из самых медленных питчеров лиги. На сборы он приехал, сбросив около пяти килограммов, что тоже положительно сказалось на эффективности игры. Лишний вес всегда был проблемой Спармы, бывшего к тому же заядлым курильщиком. В результате он провёл лучший сезон в своей карьере, по ходу чемпионата став первым питчером стартовой ротации «Тайгерс». На счету Спармы было шестнадцать побед и девять поражений, с пятью «сухими» победами он стал вторым питчером лиги.
В последующее межсезонье он впервые отказался от выступлений в зимних лигах, предпочтя подработать продажей запчастей для автомобилей. В 1968 году в Детройте рассчитывали на Спарму как на одного из ведущих питчеров стартовой ротации, но первую часть чемпионата он провёл слабо. В двадцати играх он одержал только семь побед при восьми поражениях, а показатель ERA составлял 4,01. Журналист газеты Detroit Free Press Джордж Кантор писал, что отдых от бейсбола зимой не пошёл ему на пользу, и что Спарма «похож на ребёнка, забывшего математику за время каникул». В августе главный тренер команды Мейо Смит вывел его из стартовой ротации, что привело к конфликту. Начали появляться слухи о возможном обмене Спармы, но в конце сентября именно он одержал победу в ключевой игре с «Нью-Йорк Янкис», заменив травмированного Эрла Уилсона. Регулярный чемпионат он закончил с десятью победами и десятью поражениями при пропускаемости 3,70. В победной для «Тайгерс» Мировой серии Спарма вышел на поле в четвёртой игре, заменив Денни Маклейна.
Напряжённость в отношениях Смита и Спармы сохранялась, как и проблемы последнего с контролем подачи. В 1969 году они особенно обострились, в 23 сыгранных матчах он сделал 41 страйкаут при 77 допущенных уоках. В августе из клуба был уволен Джонни Сейн, а остальные члены тренерского штаба относились к Спарме скептически. Во время Мировой серии 1969 года клуб неудачно пытался обменять его в «Питтсбург Пайрэтс», вторая попытка в декабре оказалась успешной — Спарма перешёл в «Монреаль Экспос».
Впечатлённый успехами Спармы на сборах весной 1970 года, тренер команд Джин Маук выбрал его стартовым питчером на День открытия сезона. Первые две игры чемпионата он сыграл на хорошем уровне, но затем проблемы вернулись. В апреле в матче с «Сан-Диего Падрес» неудачно брошенный им мяч сломал челюсть игроку соперника Бобу Бартону. В начале мая его перевели в буллпен, а 12 мая он в последний раз в карьере сыграл в Главной лиге бейсбола. В девяти играх сезона Спарма потерпел четыре поражения при пропускаемости 7,06. Оставшуюся часть чемпионата он провёл на уровне AAA-лиги. Зимой «Экспос» пытались обменять его, но не нашли партнёра для заключения сделки. В феврале 1971 года его контракт был продан команде «Толидо Мад Хенс». В её составе Спарма играл до августа, когда был отчислен и принял решение закончить карьеру.
После ухода из бейсбола Спарма вернулся в Огайо и окончил курсы по менеджменту. В 1980-х годах он занимал пост вице-президента по продажам и маркетингу в компании Buckeye Steel в Уортингтоне. В мае 1986 года он перенёс сердечный приступ и скончался в результате осложнений после операции на сердце. Его сын Блейз Спарма также играл в бейсбол за команду университета штата Огайо и в 1991 году был задрафтован клубом «Атланта Брэйвз», но на высшем уровне так и не сыграл.